# Gringo Hunter (película)
Gringo Hunter es una próxima película de acción y suspenso mexicana-estadounidense, dirigida por Rubén Islas, escrita por Pedro Fernández y protagonizada por Danforth Comins, Dean Norris, Gerardo Taracena, Paola Paulin, Luis Gatica, Pía Sanz, Hoze Meléndez, Mario Escalante, Julio Macias, Christina Urías y Eligio Meléndez. 
La cinta tendrá su estreno en algún punto de 2025 y será distribuida por Grandave International.

## Sinopsis
Jake, un soldado estadounidense es apresado tras asesinar a miembros de un cartel mexicano en venganza por el asesinato de su hermano. Mientras es trasladado a otra prisión, se da cuenta de que el grupo delictivo ha regresado para la revancha.

## Reparto
- Danforth Comins como Jake
- Dean Norris como Abraham
- Julio Macías como Andro
- Gerardo Taracena
- Paola Paulin
- Luis Gatica
- Chris Butler
- John Paul-Howard como Tommy
- Avis Wrentmore
- René Millán
- Hoze Meléndez
- Mario Escalante
- Christina Urías
- Luis Velázquez como Gato
- Eligio Meléndez como Ezekiel
- Pía Sanz como Angélica
- Ramon Medina como Nando
- Christina Urias como Tracy
- Katharina Scheuba como Detective Lomelli
- Doug Lito como Logan
- Carlos Elias Yorvick como Tacho

## Producción

### Desarrollo
Dirigida y producida por Islas y escrita por Pedro Fernandez bajo su productora Rubén Islas Productions Otros productores son Adan Gary, Fernando Huerta y Comins; con Franz Alvarez y Stanley Preschutti de Grandave como productores ejecutivos.
La cinta fue producida por Islas describió la película como: 

«Un thriller de acción universal con un gran reparto latino que conectará con un amplio público en todo el mundo».

### Elenco
En febrero de 2023 se anunció que Danforth Comins protagonizaría la película, junto a Ramon Medina, Gerardo Taracena, Paola Paulin, Dean Norris, Hoze Melendez y Mario Escalante. Eligio Meléndez, Julio Macías, Chris Butler, Pía Sanz, Luis Gatica, John Paul-Howard y Christina Urias.

### Rodaje
La cinta fue filmada en San Diego, California, en Ensenada y en La Misión, Baja California, así como en Puerto Vallarta, Jalisco; México.